# Internationale Filmfestspiele Berlin 2009

Offizielles Festival-Plakat 2009

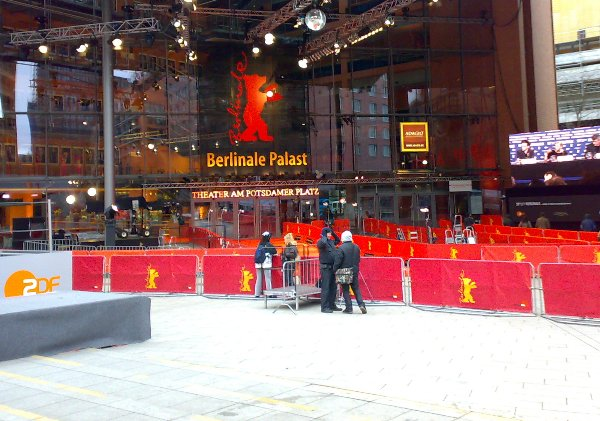
Berlinale-Palast 2009

Die 59. Internationalen Filmfestspiele Berlin 2009 (Berlinale) fanden vom 5. Februar bis zum 15. Februar 2009 statt.
Die Berlinale wurde am 5. Februar mit dem Film The International von Tom Tykwer eröffnet. Der Film war im Wettbewerb zu sehen, jedoch außer Konkurrenz. Auf dem Festival wurden 383 Filme in 1238 Vorführungen gezeigt. Es waren ca. 20.000 akkreditierte Fachbesucher auf dem Festival. Insgesamt wurden ca. 270.000 Tickets verkauft. Dies bedeutet einen neuen Publikumsrekord. Als neue Spielstätten kamen in diesem Jahr der Friedrichstadt-Palast und das Cinema Paris am Kurfürstendamm hinzu.

## Wettbewerb
Am 12. Dezember 2008 wurden die ersten Wettbewerbsfilme bekanntgegeben.
Im offiziellen Wettbewerb werden folgende Filme gezeigt:
| Filmtitel                            | Regisseur             | Produktionsland                      | Darsteller (Auswahl)                                                                              |
| Alle anderen                         | Maren Ade             | Deutschland                          | Birgit Minichmayr, Lars Eidinger, Hans-Jochen Wagner                                              |
| Alles über Elly                      | Asghar Farhadi        | Iran                                 | Golshifteh Farahani, Taraneh Alidoosti, Marila Zare’i, Rana Azadvar, Shahab Hosseini, Saber Abbar |
| Chéri – Eine Komödie der Eitelkeiten | Stephen Frears        | Großbritannien                       | Michelle Pfeiffer, Kathy Bates, Rupert Friend                                                     |
| Gigante                              | Adrián Biniez         | Uruguay, Deutschland, Argentinien    | Horacio Camandulle, Leonor Svarcas, Carlos Lissardy, Esteban Lago                                 |
| Happy Tears                          | Mitchell Lichtenstein | USA                                  | Demi Moore, Parker Posey, Rip Torn, Ellen Barkin                                                  |
| Der Kalmus                           | Andrzej Wajda         | Polen                                | Krystyna Janda, Jan Englert                                                                       |
| Katalin Varga                        | Peter Strickland      | Rumänien, Großbritannien, Ungarn     | Hilda Péter, Norbert Tankó, Tibor Pálfy, Sebastian Marina                                         |
| Kleiner Soldat                       | Annette K. Olesen     | Dänemark                             | Trine Dyrholm                                                                                     |
| London River                         | Rachid Bouchareb      | Algerien, Frankreich, Großbritannien | Brenda Blethyn, Sotigui Kouyaté                                                                   |
| Mammut                               | Lukas Moodysson       | Schweden, Deutschland, Dänemark      | Gael García Bernal, Michelle Williams, Sophie Nyweide                                             |
| Mei Lanfang                          | Chen Kaige            | China                                | Leon Lai, Zhang Ziyi                                                                              |
| The Messenger – Die letzte Nachricht | Oren Moverman         | USA                                  | Ben Foster, Woody Harrelson, Samantha Morton                                                      |
| Mord in Louisiana                    | Bertrand Tavernier    | Frankreich, USA                      | Tommy Lee Jones, John Goodman, Peter Sarsgaard                                                    |
| My One and Only                      | Richard Loncraine     | USA                                  | Renée Zellweger, Kevin Bacon, Logan Lerman                                                        |
| Eine Perle Ewigkeit                  | Claudia Llosa         | Spanien, Peru                        | Magaly Solier Romero, Susi Sánchez, Efraín Solís, Marino Ballón                                   |
| Rage                                 | Sally Potter          | Großbritannien, USA                  | Judi Dench, Jude Law, Dianne Wiest, Steve Buscemi                                                 |
| Ricky – Wunder geschehen             | François Ozon         | Frankreich, Italien                  | Alexandra Lamy, Sergi López                                                                       |
| Sturm                                | Hans-Christian Schmid | Deutschland, Dänemark                | Kerry Fox, Anamaria Marinca, Stephen Dillane                                                      |

### Außer Konkurrenz
Außer Konkurrenz sind innerhalb des Wettbewerbprogramms folgende Filme zu sehen:
- Deutschland 09 – 13 kurze Filme zur Lage der Nation – Regie: Fatih Akin, Tom Tykwer, Wolfgang Becker, Sylke Enders, Dominik Graf, Romuald Karmakar, Nicolette Krebitz, Isabelle Stever, Hans Steinbichler, Hans Weingartner, Christoph Hochhäusler, Dani Levy und Angela Schanelec
- The Dust of Time – Regie: Theo Angelopoulos (mit Irène Jacob, Michel Piccoli, Willem Dafoe, Bruno Ganz)
- Eden à l’ouest – Regie: Costa-Gavras (mit Riccardo Scamarcio, Juliane Köhler, Ulrich Tukur)
- The International – Regie: Tom Tykwer (mit Clive Owen, Naomi Watts, Armin Mueller-Stahl)
- Notorious B.I.G. – Regie: George Tillman Jr. (mit Angela Bassett, Jamal Woolard, Derek Luke)
- Om Shanti Om – Regie: Farah Khan (mit Shah Rukh Khan, Deepika Padukone, Arjun Rampal, Shreyas Talpade)
- Pippa Lee – Regie: Rebecca Miller (mit Robin Wright Penn, Alan Arkin, Keanu Reeves, Maria Bello, Julianne Moore, Winona Ryder)
- Der rosarote Panther 2 – Regie: Harald Zwart (mit Steve Martin, Jean Reno, Emily Mortimer, Andy García)
- Der Vorleser – Regie: Stephen Daldry (mit Kate Winslet, Ralph Fiennes, David Kross, Alexandra Maria Lara)

## Internationale Jury

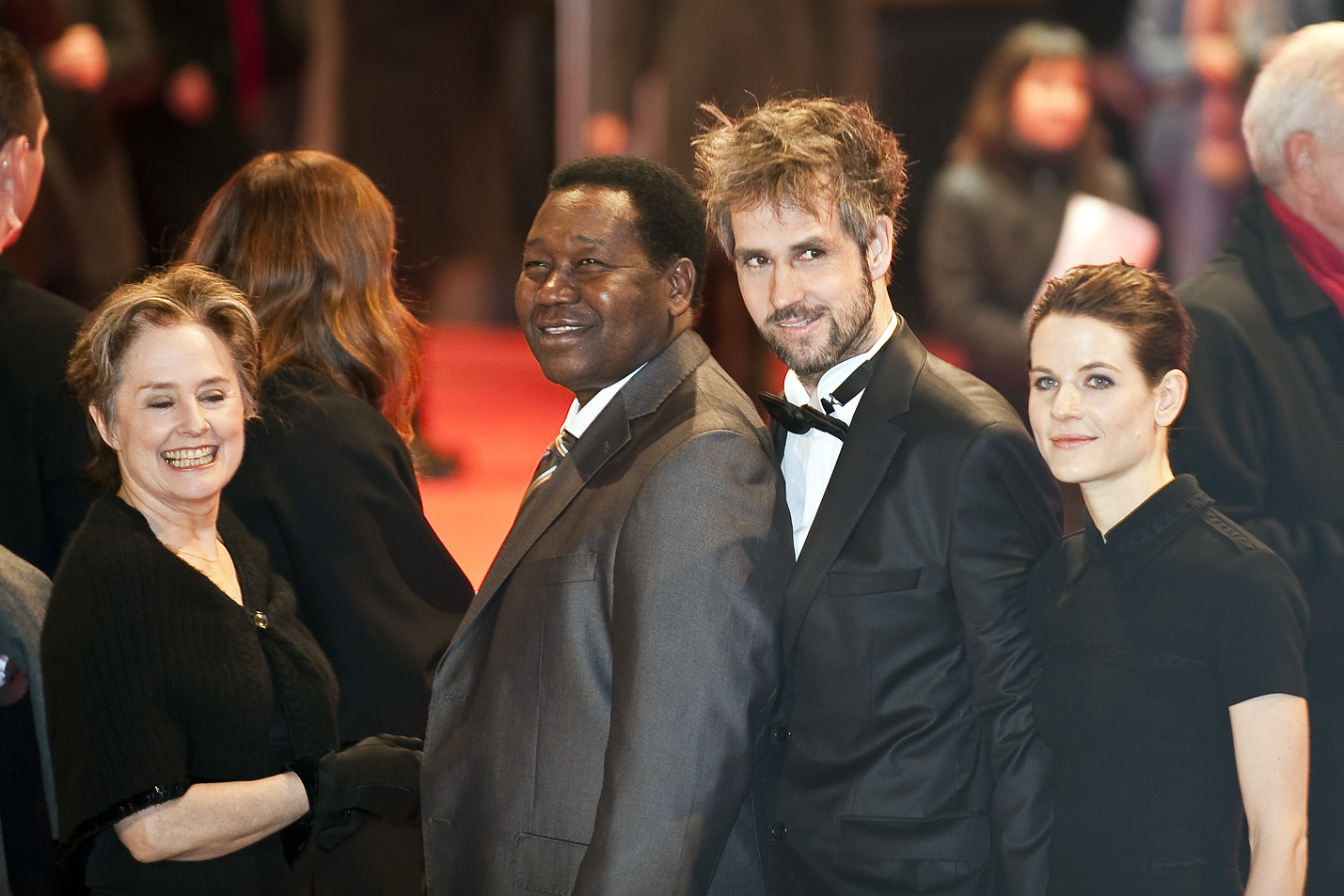
Alice Waters, Gaston Kaboré und Christoph Schlingensief mit Partnerin Aino Laberenz

Jurypräsidentin der Berlinale 2009 ist die britische Schauspielerin Tilda Swinton. Weitere Jurymitglieder sind: Isabel Coixet (Spanien), Gaston Kaboré (Burkina Faso), Henning Mankell (Schweden), Christoph Schlingensief (Deutschland), Wayne Wang (USA) und Alice Waters (USA).

### Preisträger
Goldener Bär Eine Perle Ewigkeit von Claudia Llosa
Silberne Bären
- Beste Regie: Asghar Farhadi für Alles über Elly
- Großer Preis der Jury: Adrián Biniez für Gigante und Maren Ade für Alle anderen
- Bester Darsteller: Sotigui Kouyaté für London River
- Beste Darstellerin: Birgit Minichmayr für Alle Anderen
- Bestes Drehbuch: Oren Moverman und Alessandro Camon für The Messenger – Die letzte Nachricht
- Herausragende künstlerische Leistung: Gabor Erdély und Támas Székely für Katalin Varga

Alfred-Bauer-Preis: Andrzej Wajda für Der Kalmus und Adrián Biniez für Gigante

### Preis für das beste Erstlingswerk
Innerhalb der offiziellen Preisverleihung am 14. Februar wurde der Preis für das beste Erstlingswerk vergeben. Eine internationale Jury bestehend aus Hannah Herzsprung (Deutschland), In-Ah Lee (Deutschland) und Rafi Pitts (Iran) wählte aus den Debütfilmen sämtlicher Sektionen des Festivals den Wettbewerbsfilm Gigante von Adrián Biniez als Preisträger aus. Eine lobende Erwähnung der Jury erhielt der Film Flickan (Das Mädchen) von Fredrik Edfeldt. Dieser Film war in der Sektion Generation Kplus zu sehen.

### Weitere Preise
- Preis der Ökumenischen Jury: Little Soldier von Annette K. Olesen

Eine lobende Erwähnung der ökumenischen Jury erhielten die Filme London River und My One and Only.
- FIPRESCI-Preis: La teta asustada von Claudia Llosa
- Preis der Gilde deutscher Filmkunsttheater: Sturm von Hans-Christian Schmid
- Friedensfilmpreis: The Messenger von Oren Moverman
- Amnesty-International-Filmpreis: Sturm von Hans-Christian Schmid
- Leserpreis der Berliner Morgenpost: Sturm von Hans-Christian Schmid
- DFJW-Preis „Dialogue en perspective“: Gitti von Anna Deutsch

## Berlinale Shorts(Kurzfilmwettbewerb)
Die internationale Kurzfilmjury hatte in diesem Jahr folgende Mitglieder: Khavn De La Cruz (Philippinen), Arta Dobroshi (Kosovo) und Lars Henrik Gass (Deutschland). Sie verlieh folgende Preise:
- Goldener Bär: Please Say Something von David O’Reilly (Irland)
- Silberner Bär: Jade von Daniel Elliott (Großbritannien)

## Sektion Panorama
Die Sektion Panorama feierte in diesem Jahr ihr 30-jähriges Jubiläum. Dies wurde am 10. Februar 2009 im Zoo-Palast mit einer Galavorstellung des Films Milk in Anwesenheit von Regisseur Gus Van Sant gefeiert. Ein weiteres Jubiläum gab es beim Panorama-Publikumspreis. Seit zehn Jahren stimmen die Zuschauer des Panoramas über ihren Lieblingsfilm ab. Aus diesem Anlass wurden die zehn Sieger der letzten zehn Jahre noch einmal gezeigt.
- Panorama-Publikumspreis 2009: The Yes Men Fix the World von Mike Bonanno, Andy Bichlbaum und Kurt Engfehr

Den zweiten Platz bei der Publikumspreiswahl belegte der französische Spielfilm Welcome von Philippe Lioret und den dritten Platz der österreichische Spielfilm Der Knochenmann von Wolfgang Murnberger.
- Preis der ökumenischen Jury: Welcome von Philippe Lioret
- FIPRESCI-Preis: Nord von Rune Denstad Langlo
- Preis der Confédération Internationale des Cinémas D’Art et Essai (C.I.C.A.E.): Ander von Roberto Castón

## Sektion Generation
Die Kinderjury verlieh in der Sektion Generation Kplus den Gläsernen Bären für den besten Spielfilm an den kanadischen Beitrag C’est pas moi, je le jure! (Ich schwör’s, ich war’s nicht!) von Philippe Falardeau. Eine lobende Erwähnung der Jury erhielt der Film Max Pinlig (Max Peinlich) von Lotte Svendsen. Der Gläserne Bär für den besten Kurzfilm ging an den Film Ulybka Buddy (Buddhas Lächeln) von Bair Dyshenov.
Die Jugendjury in der Sektion Generation K14plus verlieh den Gläsernen Bären für den besten Spielfilm an den US-amerikanischen Beitrag My Suicide von David Lee Miller. Eine lobende Erwähnung der Jury erhielt der Animationsfilm Mary and Max von Adam Elliott. Den gläsernen Bären für den besten Kurzfilm erhielt der neuseeländische Film Aphrodite’s Farm von Adam Strange.
Eine internationale Jury bestehend aus Roshanak Behesht Nedjad, Dana Nechushtan, Greg Childs, Petr Koliha und Stephen Lance verlieh den Großen Preis des Deutschen Kinderhilfswerkes in der Sektion Generation Kplus. Der Preis ging an den Film C’est pas moi, je le jure! (Ich schwör’s, ich war’s nicht!) von Philippe Falardeau.

## Internationales Forum des jungen Films
- Preis der ökumenischen Jury: Treeless Mountain von So Yong Kim
- FIPRESCI-Preis: Ai no mukidashi (Love Exposure) von Sono Sion
- Preis der Confédération Internationale des Cinémas D’Art et Essai (C.I.C.A.E.): Cea mai fericita fata din lume (The Happiest Girl in the World) von Radu Jude
- Caligari-Filmpreis: Ai no mukidashi (Love Exposure) von Sono Sion
- Leserpreis des Tagesspiegels: Hayat var (My Only Sunshine) von Reha Erdem

## Teddy Awards
Der Teddy Award für den besten Spielfilm ging in diesem Jahr an den Film Raging Sun, Raging Sky (Rabioso sol, rabioso cielo) von Julián Hernández. Als bester Essayfilm wurde Fig Trees (Feigenbäume) von John Greyson ausgezeichnet und als bester Kurzfilm A Horse Is Not a Metaphor von Barbara Hammer.

## Ehrenpreise
Bereits Mitte Dezember 2008 wurde bekannt, dass Maurice Jarre den Goldenen Ehrenbären erhalten wird. Der oscarprämierte Filmkomponist nahm den Preis bei einer Galaaufführung von Lawrence von Arabien am 12. Februar im Kino International in Empfang.
Der französische Regisseur Claude Chabrol, 1959 für Schrei, wenn du kannst mit dem Goldenen Bären prämiert, und der deutsche Film- und Fernsehproduzent Günter Rohrbach wurden am 8. beziehungsweise 9. Februar mit der „Berlinale-Kamera“ geehrt. Eine weitere Berlinale-Kamera wurde an Manoel de Oliveira verliehen.

## Retrospektive
Die diesjährige Retrospektive befasste sich mit Filmen, die im 70-mm-Format gedreht wurden. Es gab neben der Vorführung von Filmen begleitende Podiums- und Werkstattgespräche. Neben US-amerikanischen Monumentalproduktionen wie Ben Hur, Cleopatra und Musicalproduktionen wie Hello, Dolly und West Side Story wurden auch sowjetische Filme wie Sergei Bondartschuks Krieg und Frieden und Goya von Konrad Wolf gezeigt.